# Harmanda aenescens
Harmanda aenescens is een hooiwagen uit de familie Sclerosomatidae.